# Mitch Lucker
Mitchell Adam Lucker (Riverside, California; 20 de octubre de 1984-Orange, California; 1 de noviembre de 2012), más conocido como Mitch Lucker fue un músico y compositor estadounidense, conocido por haber sido el vocalista de la banda de deathcore Suicide Silence, en la que permaneció desde su formación hasta su muerte en un accidente de motocicleta a los 28 años de edad.
Tres años antes de su muerte, ganó en 2009 (junto a su banda) el premio Revolver Golden God por el 'Mejor talento nuevo'.

## Primeros años
Mitch Lucker nació en Riverside el 20 de octubre de 1984, vivió allí durante 15 años bajo el seno de una familia de clase media, demostrando a temprana edad su pasión por la música.
Su padre se llamaba Kip Lucker y su madre Denise Haddad. También tenía un hermano mayor y una hermana menor, Cliff y Heather.
Según sus padres, Lucker no estaba interesado en tocar la guitarra o algún instrumento, pero si parecía interesado por estar en una banda, como vocalista.

## Carrera musical
Tras la formación de Suicide Silence en 2002, la banda realizó su primer show en un área local en Riverside y en ese momento la alineación consistía en los miembros Chris Garza y Rick Ash como guitarristas, Mike Bodkins como bajista, Josh Goddard como batería y dos vocalistas, Lucker y Tanner Womack.
Tras el despido de Womack, Lucker permaneció como único vocalista de la banda, lanzando su primer demo al año siguiente.
El álbum debut de Suicide Silence, titulado The Cleansing y lanzado el 18 de septiembre de 2007, fue uno de los lanzamientos más vendidos de Century Media con 7250 copias vendidas en la primera semana. El álbum debutó en el número 94 en la lista Billboard 200. El éxito de su primer álbum les valió una invitación para actuar en el Mayhem Festival en 2008. Después de esto, la banda realizó una gira por Europa y Estados Unidos.
Su segundo álbum No Time to Bleed fue lanzado el 30 de junio de 2009. El álbum alcanzó el número 32 en la lista Billboard 200. El álbum vendió 14 mil copias en la primera semana de lanzamiento solo en los Estados Unidos.
El último álbum de la banda con participación de Lucker, The Black Crown, fue lanzado el 12 de julio de 2011. En este momento, sus letras habían comenzado a perder el controvertido contenido antirreligioso anterior.[cita requerida] Cuando fue entrevistado por la revista Kerrang!, Lucker explicó:

«No estoy tratando de rebajar las creencias de las personas, se trata de mí y de mi vida. ¡Esta es mi cabeza abierta y vertida en el papel! Todavía tengo las mismas creencias y las mismas opiniones, pero estoy más abierto a todo. En este momento de mi vida, no veo el bien en hacer que la gente te odie por algo que dices. Este registro es para todos».

El primer álbum de la banda tras el deceso de Lucker, You Can't Stop Me fue lanzado el 15 de julio de 2014, en este Lucker fue acreditado por la letra de la canción "You Can't Stop Me". El nombre del álbum proviene de algunas letras que Lucker había escrito anteriormente antes de su deceso.

## Influencias
En una entrevista con The AU Interview, dijo que las bandas que lo influenciaron para formar una banda fueron "Korn, Deftones, Slayer, Sepultura. Todo lo que mi papá compraría y me traería a casa a mí y a mi hermano diciendo ‘Hey, escucha a esto’".

## Tatuajes
Lucker era casualmente conocido por su amplia y extensa colección de tatuajes en su cuerpo que cubría sus brazos, torso, cuello/garganta, manos, dedos e incluso su cara. El único lugar que se negó a tatuarse alguna vez fue su espalda. Explicó esto diciendo "me gusta ver la obra de arte porque es obra de arte. [Tener tatuada mi espalda] sería como tener una pintura cara que nunca se puede ver. Como, 'Oh, tengo esta hermosa y costosa pintura, pero no puedes verla porque está en la casa de mi tío".
Las barras negras distintivas que Lucker tenía en cada uno de sus dedos eran coberturas. Los tatuajes originales que había mostrado a través de sus dedos era "FORXEVER", una palabra común utilizada en la comunidad Straight Edge. En 2007, estos tatuajes se cubrieron con barras negras porque había renunciado a ese estilo de vida.

## Muerte
Mitch Lucker murió el 1 de noviembre de 2012, tenía 28 años. La Oficina Forense del Condado de Orange anunció que había sufrido lesiones graves debido a un accidente de motocicleta en Huntington Beach (California); conducía una Harley Davidson 2013. Un informe indicó que Lucker estrelló su motocicleta poco después de las 9 p. m. del 31 de octubre. Su motocicleta siguió su camino por la calle y chocó contra un Dakota pick-up con personas, las cuales no sufrieron daños graves. Lucker fue trasladado inmediatamente a la UCI del Medical Center donde falleció exactamente a las 6:17 de la mañana del día jueves.

### Reacciones
En la noche del 1 de noviembre, se llevó a cabo una vigilia en el lugar del accidente. En ella participaron de 300 a 400 seguidores, amigos, y miembros de su familia. En la vigilia, la pareja de Lucker, Jolie Carmadella, declaró que estaba intoxicado en el momento de su muerte:

«Era un alcohólico y ha sido una gran batalla. Intenté pararlo. Estaba enfrente de él rogándole que no saliese de casa. Rogándoselo. "De verdad, por nosotros, no salgas". Y lo hizo. Y esto es lo que ocurrió... Era un hombre maravilloso. Era un padre maravilloso y un gran marido. Y ahora no va a poder ver a Kenadee [su hija de cinco años] crecer, porque decidió beber y conducir».

### Homenaje y ayuda para su hija
Sus compañeros de Suicide Silence organizaron un concierto homenaje titulado «Ending Is The Beginning» (El final es el comienzo). Se llevó a cabo en el Teatro Fox en Pomona, California el 21 de diciembre de 2012; sirvió para cubrir parte de los costos de la educación de la hija de Mitch, Kenadee Lucker. La banda también creó la Fundación para la Educación de Kenadee Lucker y continúa promoviendo donaciones para ella.

## Discografía
Suicide Silence
- Suicide Silence - EP (2005)
- The Cleansing (2007)
- No Time to Bleed (2009)
- The Black Crown (2011)
- You Can't Stop Me (2014) - Póstumo, solo letra

Commissioner
- What Is? (2011)

Colaboraciones
- The Acacia Strain - Predator: Never Prey (The Dead Walk; 2006)
- Winds of Plague - Classic Struggle (The Great Stone War; 2009)
- My My Misfire - The Sinatra (My My Misfire; 2011)
- Caliban - We Are The Many (I Am Nemesis; 2012)
- The Devastated - Spit Vitriol (Devil's Messenger; 2012)